# Heinrich Gebhardt (Designer)
Heinrich Gebhardt (* 16. August 1944) ist ein deutscher Industriedesigner.

## Leben und Werk
Gebhardt absolvierte in Zwickau eine Lehre als Betriebsschlosser und machte zusätzlich von 1962 bis 1965 extern eine Ausbildung zum Tischler. Von 1968 bis 1971 studiert er an der TU Dresden Holztechnologie. Nach dem Ingenieur-Diplom arbeitete er bis 1972 als Wissenschaftlicher Mitarbeiter im Forschungszentrum für Holztechnologie des VEB Möbelkombinat Hellerau. Von 1976 bis 1981 machte er ein Fernstudium in der Sektion Produktions- und Umweltgestaltung der Hochschule für industrielle Formgestaltung Halle – Burg Giebichenstein mit dem Abschluss als Diplom-Industrie-Formgestalter. Anschließend arbeitete er als Industriedesigner im Kombinat Umformtechnik „Herbert Warnke“ Erfurt und danach im Forschungszentrum Umform- und Plastverarbeitung Zwickau.
Nachdem er in der Folge der deutschen Wiedervereinigung arbeitslos geworden war, machte Gebhardt sich in Zwickau als Designer selbständig.

## Werke (Auswahl)
- Pressenkomplex PEDH 160 – electronic mit Roboter MIRT 3/4 electronic (1981, Produktion durch VEB Blechverarbeitungsmaschinenwerk Gotha)[1]

## Publizierter Fachaufsatz
- Formgestaltung im Bereich der Umformtechnik, dargestellt am Beispiel der Pressen PEZZ 250 – electronic und PEZZ 400 – electronic. In: Fertigungstechnik und Betrieb, Berlin, 9/85 (mit Günter Albusberger)

## Teilnahme an Ausstellungen in der DDR
- 1985: Karl-Marx-Stadt, Bezirkskunstausstellung
- 1987/1988: Dresden, X. Kunstausstellung der DDR (mit dem Modell der dann nicht produzierten Schmiedepresse PKXW 2500)